# Dipaenae incontenta
Dipaenae incontenta là một loài bướm đêm thuộc phân họ Arctiinae, họ Erebidae.